# Bulldog Campeiro
El Bulldog Campeiro es una raza de perro tipo bulldog originario de Brasil. En el pasado se trataba de una raza de perro de trabajo, pero hoy está ganando espacio en las exposiciones de belleza. 
la raza viene sufriendo con el mestizaje con razas extranjeras para la obtención de pelajes con colores exóticos.

## Historia
La raza estuvo presente por muchas décadas en el sur de Brasil desde el siglo XIX siendo utilizado en el medio rural y en carnicerías y mataderos, auxiliando en la lidia con el ganado bravo. Con la llegada de razas extranjeras en la parte final del siglo XX, este tipo de perro conocido informalmente como bordoga comenzó a estar cada vez más devaluado, y llegó muy cerca de la extinción. Pero un hombre llamado Ralph Schein Bender recorrió toda la región sur de Brasil a partir del año 1977, encontrando y reuniendo los últimos ejemplares. Después de más de 30 años de selección, él consiguió rescatar a la raza. La raza obtuvo el reconocimiento por la CBKC (Confederação Brasileira de Cinofilia) de Brasil en 2001 con el nombre de Buldogue campeiro.
No se sabe con certeza de qué raza exacta de bulldog estos perros descienden. La mayoría de los criadores relatan que descienden del antiguo bulldog inglés. Otros mencionan el bullenbeisser y el Fila da Terceira. Es cierto que descienden de perros tipo bulldog traídos a Brasil durante el siglo XVI por los emigrantes europeos.
Su altura ideal es entre 48 y 58 cm hasta los hombros y su peso ideal es de 35 a 45 kg para machos y hembras.

## Variedades exóticas
Los nuevos criadores están mezclando e insertando genéticas de otras razas para producir Bulldogs Campeiros con exóticas colores de pelaje. Como resultado de la inserción de perros de la raza moderna Olde English Bulldogge (OEB, una raza de perros desarrollada en la década de 1970), los nuevos Bulldogs Campeiros están surgiendo con nuevos colores de pelaje que nunca han sido comunes en la raza, tales como individuos con pelaje azul y tricolores. El problema está en la creciente concentración de sangre extranjera, que puede acabar superponiendo la genética original de la raza.